# Informationsfreiheit
Informationsfreiheit, auch Informationszugangsfreiheit, Informationstransparenz, englisch Freedom of Information (FOI) oder Right to know (RTK), ist ein Recht auf Zugang zu amtlichen Informationen. In diesem Rahmen können z. B. Ämter und Behörden verpflichtet werden, ihre Akten und Vorgänge zu veröffentlichen (Öffentlichkeitsprinzip) bzw. für Bürger zugänglich zu gestalten (Verwaltungstransparenz) und zu diesem Zweck verbindliche Qualitätsstandards für den Zugang zu definieren.
Das Recht auf Zugang zu Informationen wird inzwischen in über 110 Staaten durch Informationsfreiheitsgesetze oder Informationsfreiheitssatzungen auf kommunaler Ebene garantiert. Sie regeln die entsprechenden Rechte und legen das nähere Verfahren fest, um diesen freien Zugang zu gewähren. Informationsfreiheitsgesetze dienen in erster Linie der demokratischen Meinungs- und Willensbildung, aber auch der umfassenden politischen Partizipation im digitalen Zeitalter. Der Zugang zu Umweltdaten nach dem Umweltinformationsgesetz soll es ermöglichen, das Recht auf Leben in einer gesunden Umwelt geltend zu machen, beispielsweise durch entsprechende Einwendungen in immissionsschutzrechtlichen Genehmigungsverfahren.

## Geschichte
Erste Entwicklungen zur Informationsfreiheit gab es 1766 in Schweden mit Einführung der Öffentlichkeitsprinzipien. Damit sollte eine Kontrolle und Transparenz der Staatstätigkeiten gewährleistet werden. Der freie Zugang zu Informationen ist bis heute fest in Schweden verankert.
Seit 1951 existieren in Finnland Zugangsrechte zu amtlichen Dokumenten.
Durch die Demokratiebewegung der 60er Jahre in den USA, wurde 1966 der Freedom of Information Act (FOIA) erlassen. Dieser ermöglicht jeder Person Zugang zu den Akten einer Behörde.
Anfang der 70er Jahre wurden in immer mehr europäischen Ländern Informationsfreiheitsgesetze erlassen. Den Anfang machten Dänemark und Norwegen 1970. Es folgten Frankreich (1978) und Belgien (1994). Alle diese Staaten hatten sich am schwedischen Gesetz orientiert. Daraufhin folgten auch weitere Länder dem Beispiel und erließen eigene Gesetze, die die Informationsfreiheit zum Inhalt haben (u. a. Kanada 1985 und Mexiko 2003).
Seit 1990 beschäftigt sich die EU mit der Thematik und hat mehrere Regelungen und Richtlinien auf den Weg gebracht. 2001 wurde die Verordnung über den Zugang der Öffentlichkeit zu Dokumenten des Europäischen Parlaments, des Rates und der Kommission von der EU erlassen.
Die Schweiz erließ 2004 ein Gesetz zur Informationsfreiheit und in der Bundesrepublik Deutschland trat ein Informationsfreiheitsgesetz 2006 in Kraft.

## Deutschland
In den Schutzbereich des Artikel 5 des Grundgesetzes für die Bundesrepublik Deutschland fällt nur das Recht, „sich aus allgemein zugänglichen Quellen ungehindert zu unterrichten.“ Aus Art. 5 Abs. 1 Satz 1 GG folgt jedoch kein Anspruch auf Eröffnung neuer Informationsquellen.
Regelmäßig nicht erfasst vom Informationszugangsrecht werden Belange der inneren und äußeren Sicherheit, Ermittlungs- und Gerichtsverfahren, geistiges Eigentum, Betriebs- und Geschäftsgeheimnisse und personenbezogene Daten, bei denen ganz allgemein der Grundsatz gilt, dass das Informationszugangsrecht nicht das Informationelle Selbstbestimmungsrecht bricht. Darüber hinaus begründet das Informationszugangsrecht keinen Anspruch gerichtet auf die Einholung bzw. Beschaffung der begehrten Informationen, da die begehrten Informationen tatsächlich vorliegen müssen. Der Staat ist nicht verpflichtet, dem Bürger verfügbare Informationen zu beschaffen und zu präsentieren.

### Geschichte
Das Umweltinformationsgesetz eröffnete erstmals 1994 den Zugang zu Umweltinformationen bei der Regierung und anderen Stellen der öffentlichen Verwaltung sowie natürlichen und juristischen Personen des Privatrechts, die Aufgaben der umweltbezogenen Daseinsvorsorge wahrnehmen (§ 1 Abs. 1, § 2 Abs. 1 UIG).
Dieses Recht auf Information besteht gegenüber Behörden des Bundes nur nach Maßgabe des Informationsfreiheitsgesetzes von 2006 (§ 1 Abs. 1 Satz 1 IFG).
Entsprechende Regelungen gibt es in fast allen Bundesländern und den Kommunen.
Diese Gesetzgebung war Folge der sog. „n-tv-Entscheidung“ des Bundesverfassungsgerichts von 2001.
In den folgenden Bundesländern gibt es noch kein Informationsfreiheitsgesetz:
- Bayern
- Niedersachsen

In Kraft getreten sind Informationsfreiheitsgesetze bereits in:
| Bundesland             | Inkrafttreten                            | Quelle |
| ---------------------- | ---------------------------------------- | ------ |
| Brandenburg            | zum 11. März 1998                        | [ 12 ] |
| Berlin                 | zum 16. Oktober 1999                     |        |
| Schleswig-Holstein     | zum 10. Februar 2000                     |        |
| Nordrhein-Westfalen    | zum 1. Januar 2002                       |        |
| Mecklenburg-Vorpommern | zum 29. Juli 2006                        |        |
| Hamburg                | zum 1. August 2006                       |        |
| Bremen                 | zum 1. August 2006                       |        |
| Saarland               | zum 15. September 2006                   |        |
| Thüringen              | zum 29. Dezember 2007                    |        |
| Sachsen-Anhalt         | zum 1. Oktober 2008                      |        |
| Rheinland-Pfalz        | zum 1. Januar 2009 zum 27. November 2015 | [ 13 ] |
| Baden-Württemberg      | zum 30. Dezember 2015                    |        |
| Hessen                 | zum 25. Mai 2018                         |        |
| Sachsen                | zum 1. Januar 2023                       |        |

### Baden-Württemberg
In Baden-Württemberg wurde ein entsprechender Gesetzesentwurf am 15. Dezember 2005 vom Landtag abgelehnt. Im vierten Regierungsjahr der grün-roten Koalition sollte eine Vereinbarung aus dem Koalitionsvertrag umgesetzt und ein Informationsfreiheitsgesetz geschaffen werden. Im Laufe des Jahres 2014 wollte das baden-württembergische Innenministerium einen entsprechenden Gesetzentwurf präsentieren. Eckpunkte wurden innerhalb des Ministeriums bereits vorgelegt. Netzwerk Recherche kritisierte, dass sich der Gesetzentwurf am ohnehin vorsichtigen Informationsfreiheitsgesetz des Bundes von 2006 orientiere und durch weitere Ausnahmeregelungen dahinter zurückfalle. Das Gesetz zur Regelung des Zugangs zu Informationen in Baden-Württemberg (kurz Landesinformationsfreiheitsgesetz, abgekürzt LIFG) wurde am 29. Dezember 2015 verkündet und trat am Folgetag in Kraft.

### Bayern
In Bayern gab es zwischen 2001 und 2011 sieben, insgesamt seit 2001 bisher elf, Gesetzesinitiativen von den Grünen, der SPD, aber auch 2010 von den Freien Wählern. Diese wurden aber alle im Landtag von der CSU-Mehrheit und ab der Landtagswahl 2008 auch von der CSU-FDP-Koalition abgelehnt. Jedoch etablieren sich Informationsfreiheitssatzungen auf kommunaler Ebene.
Auf Initiative lokaler Parteien und Bündnisse sind inzwischen in rund 80 Städten und Gemeinden (so in München, Nürnberg, Regensburg, Würzburg, Ingolstadt etc.) Informationsfreiheitssatzungen in Kraft, welche Informationsfreiheit zumindest für den eigenen Wirkungskreis der Gemeinde garantieren. Die Vereine Mehr Demokratie, Transparency International sowie die Humanistische Union haben sich 2003 in Bayern im Bündnis für Informationsfreiheit zusammengeschlossen um Informationsfreiheitsgesetze auf Landes- und kommunaler Ebene zu fördern. Derzeit gehören neben den Gründungsmitgliedern 13 Vereine und Parteien dem Bündnis an.

### Berlin
Ein Gesetz zur Förderung der Informationsfreiheit in Berlin (Berliner Informationsfreiheitsgesetz – IFG) trat am 15. Oktober 1999 in Kraft. Ein zivilgesellschaftliches Bündnis hat einen Entwurf für ein Transparenzgesetz geschrieben, das es im Rahmen eines Volksentscheids berlinweit einführen will.

### Brandenburg
Brandenburg hat als erstes Bundesland am 10. März 1998 ein Informationsfreiheitsgesetz in Form des Akteneinsichts- und Informationszuganggesetzes (AIG) beschlossen. Eine letzte Reformierung erfolgte 2013 mit einigen Erweiterungen und Konkretisierungen. Es besteht ein grundrechtsgleiches Recht von Verfassungsrang auf Einsicht in Akten und sonstige amtliche Unterlagen.

### Bremen
In Bremen wurde das Gesetz über die Freiheit des Zugangs zu Informationen für das Land Bremen (Bremer Informationsfreiheitsgesetz, BremIFG) am 16. Mai 2006 verabschiedet (BremGBl S263) und ist am 1. August 2006 in Kraft getreten. Eine Besonderheit im Vergleich zu dem IFG des Bundes und allen anderen deutschen IFGs ist eine erweiterte Veröffentlichungspflicht über ein zentrales elektronisches Informationsregister, „um das Auffinden von Informationen zu erleichtern“ (§ 11 (5)). Dahinter steht die Einschätzung, die übliche Forderung, dass ein Antragsteller seinen Antrag an die Stelle richten muss, die über die begehrte Information verfügt, und diese möglichst genau beschreiben muss, stelle eine Hürde dar, die viele Bürger nicht überwinden können. Im zentralen Informationsregister, das online zugänglich ist, kann man mit verschiedenen Suchbegriffen herausfinden, welche Dokumente dem Informationswunsch entsprechen könnten und diese herunterladen. Daher kann man von einer neuen Generation von IFG sprechen, die sich durch einen Übergang von der Holschuld der Bürger zu einer Bringschuld der Behörde auszeichnet. Das BremIFG ist befristet und sieht eine Evaluation vor Ablauf der Befristung vor. Der Evaluationsbericht wurde im April 2010 zusammen mit einer Stellungnahme des Senats der Bürgerschaft vorgelegt. Dort sollte noch in der damaligen Legislaturperiode (vor Mai 2011) die Novellierung erfolgen. Ein Ergebnis ist uns nicht bekannt.

### Hamburg
Am 13. Juni 2012 hat die Hamburgische Bürgerschaft das „Hamburgische Transparenzgesetz“ (HmbTG) beschlossen. Das Gesetz wurde von einer Volksinitiative von Mehr Demokratie, Transparency International und dem Chaos Computer Club sowie mehreren Bündnispartnern in einem Wiki geschrieben. Die Kernelemente des Gesetzes sind eine Veröffentlichungspflicht für alle Informationen von öffentlichem Interesse: u. a. Verträge zur Daseinsvorsorge, Gutachten, Geodaten, Baugenehmigungen, Zuwendungsbescheide (§ 3), eine Ausweitung des Behördenbegriffs u. a. auf Unternehmen, die öffentliche Aufgaben wahrnehmen (§ 2 Abs. 3), sowie eine deutliche Einschränkung der Ausnahmetatbestände, z. B. Betriebs- und Geschäftsgeheimnisse (§§ 4 bis 7). Damit geht das Transparenzgesetz deutlich über bestehende Informationsfreiheitsgesetze (IFGs) hinaus. Das Gesetz trat am 6. Oktober 2012 in Kraft. Der Veröffentlichungspflicht wird auf dem Transparenzportal Hamburg nachgekommen.

### Hessen
Das Hessische Datenschutz- und Informationsfreiheitsgesetz (HDSIG) trat am 25. Mai 2018 in Kraft. Bereits seit dem 22. Dezember 2006 gilt das Umweltinformationsgesetz Hessen (HUIG).

### Mecklenburg-Vorpommern
Seit dem 10. Juli 2006 regelt das Gesetz zur Regelung des Zugangs zu Informationen für das Land Mecklenburg-Vorpommern (Informationsfreiheitsgesetz – IFG M-V) den Zugang. Eine Evaluation erfolgte zuletzt 2009.

### Niedersachsen
In Niedersachsen, wo auf Landesebene ebenfalls kein Informationsfreiheitsgesetz gilt, hat die Stadt Göttingen als erste Kommune eine Informationsfreiheitssatzung erlassen. Ebenso wurde im März 2012 von der Stadt Braunschweig eine entsprechende Satzung erlassen, sowie von mittlerweile neun anderen Kommunen.
Am 31. Januar 2017 stimmte die niedersächsische Landesregierung einem Entwurf eines Informationsfreiheitsgesetzes zu, dass bis Herbst 2017 in Kraft treten sollte. Dieser Entwurf kam in jener Legislaturperiode vor der vorgezogenen Neuwahl nicht mehr zur Vollendung. Anders als z. B. das IFG des Bundes sah der Entwurf die Erhebung von Gebühren entsprechend dem tatsächlichen Arbeitsaufwand zur Beantwortung ohne Deckelung vor. Das galt auch für ablehnende Bescheide. Eine aktive Veröffentlichung von Informationen durch Behörden ohne vorherige Bürgeranfrage sah das Gesetz nicht vor.

### Nordrhein-Westfalen
Das Gesetz über die Freiheit des Zugangs zu Informationen für das Land Nordrhein-Westfalen (Informationsfreiheitsgesetz Nordrhein-Westfalen – IFG NRW) trat zum 27. November 2001 in Kraft. Es erfolgte eine Evaluierung des Gesetzes im Jahr 2004.

### Rheinland-Pfalz
Am 11. November 2008 stimmte der Landtag von Rheinland-Pfalz für ein Landesinformationsfreiheitsgesetz (LIFG), welches seit 1. Januar 2009 in Kraft war. Dieses wurde durch das Landestransparenzgesetz (LTranspG) vom 27. November 2015, in Kraft getreten am 1. Januar 2016, abgelöst.

### Saarland
Das Saarländische Informationsfreiheitsgesetz (SIFG) trat am 12. Juli 2006 in Kraft. Eine Evaluierung des Gesetzes erfolgte 2010, mit dem Ergebnis es ohne Änderungen fortzuführen.

### Sachsen
Eine Regelung zur Informationsfreiheit findet sich seit 1992 in § 4 des Sächsischen Gesetzes über die Presse. Kommunale Regelungen gibt es bisher in Dresden seit 2012 und in Leipzig seit 2013. Zum 1. Januar 2023 wurde ein Transparenzgesetz eingeführt, das nur für Landesbehörden gilt.

### Sachsen-Anhalt
In Sachsen-Anhalt wurde das Informationszugangsgesetz Sachsen-Anhalt (IZG LSA) vom 19. Juni 2008 erlassen; veröffentlicht im GVBl. LSA 12/2008 S. 242. Das Gesetz trat am 1. Oktober 2008 in Kraft. Es bestimmt, dass jeder nach Maßgabe des Gesetzes Anspruch auf Zugang zu amtlichen Informationen hat. Die zum Gesetz erlassene Kostenverordnung (IZG LSA KostVO) galt bis zu ihrer Änderung im Jahr 2019 als eine der teuersten Deutschlands. Für die Erteilung von Auskünften können Gebühren von bis zu 500 € erhoben werden. Der Landesbeauftragte für den Datenschutz Sachsen-Anhalt nimmt nach dem Gesetz auch die Aufgaben des Landesbeauftragten für die Informationsfreiheit wahr. Er hat, um die Gesetzausführung zu erleichtern, umfangreiche Anwendungshinweise erarbeitet.

### Schleswig-Holstein
Das Informationszugangsgesetz für das Land Schleswig-Holstein (IZG-SH) wurde am 19. Januar 2012 erlassen. Gebühren werden in der Landesverordnung über Kosten nach dem Informationszugangsgesetz für das Land Schleswig-Holstein (IZG-SH-KostenVO) auf 500 Euro gedeckelt, Auslagen kommen dazu. Einige Regelungen des Verwaltungskostengesetzes wurden anders geregelt.
Zuvor, vom 9. Januar 2000 bis zum 19. Januar 2012, galt das Gesetz über die Freiheit des Zugangs zu Informationen für das Land Schleswig-Holstein, kurz Informationsfreiheitsgesetz für das Land Schleswig-Holstein, auch IFG-SH, mit ganz ähnlichen Regelungen.
Es gibt umfangreiche Handlungsanweisungen der Landespolizei zur Umsetzung der Bestimmungen aus dem Informationszugangsgesetz.

### Thüringen
Das Land Thüringen hat in dem Thüringer Informationsfreiheitsgesetz (ThürIFG) vom 14. Dezember 2012 den Zugang zu Informationen geregelt.

## Schweiz
In der Schweiz wird mit dem Bundesgesetz über das Öffentlichkeitsprinzip der Verwaltung (BGÖ), das am 17. Dezember 2004 verabschiedet wurde und am 1. Juli 2006 in Kraft trat, die Transparenz der Verwaltung gefördert, indem jeder Person das Recht zusteht, Einsicht in Dokumente der Bundesbehörden zu nehmen. Die Bundesverwaltung ist damit im Begriff, vom traditionellen Geheimhaltungsgrundsatz auf das Öffentlichkeitsprinzip umzustellen. Siehe Transparenz in der Politik (Schweiz)#Bundesrat und Bundesverwaltung.

## Österreich
In Österreich wird die Verwaltungstransparenz auf Bundesebene durch das Auskunftspflichtgesetz (Bundesgesetz vom 15. Mai 1987 über die Auskunftspflicht der Verwaltung des Bundes und eine Änderung des Bundesministeriengesetzes 1986) geregelt.
Für Länder und Gemeinden gelten das Auskunftspflicht-Grundsatzgesetz (Bundesgrundsatzgesetz vom 15. Mai 1987 über die Auskunftspflicht der Verwaltung der Länder und Gemeinden) sowie Auskunftspflichtgesetze der Länder, wie zum Beispiel das Wiener Auskunftspflichtgesetz, das Niederösterreichische Auskunftsgesetz oder das Vorarlberger Gesetz über die Auskunftserteilung in der Verwaltung des Landes und der Gemeinden.
Anders als in Deutschland ergibt sich aus dem Recht des Bürgers kein Anspruch auf Akteneinsicht, und EU-weit einzigartig steht die Amtsverschwiegenheit bzw. das Amtsgeheimnis im Verfassungsrang (Art. 20 Bundes-Verfassungsgesetz 1920). Seit Anfang 2013 gibt es in Österreich erste Bestrebungen die Informationsfreiheit zu verbessern und mittels einer Verfassungsbestimmung das Amtsgeheimnis zu adaptieren. Nach der Nationalratswahl kündigte die Regierung im neuen Arbeitsprogramm an, das Amtsgeheimnis unter Berücksichtigung des Grundrechts auf Datenschutz, ersetzen zu wollen. Ein erster Begutachtungsentwurf für eine B-VG-Novellierung wurde für das erste Halbjahr 2014 in Aussicht gestellt.
Ende März 2014 wurde ein vielfach kritisierter Entwurf für ein Informationsfreiheitsgesetz in Begutachtung geschickt. Im Mai kritisierte auch das Ludwig Boltzmann Institut für Menschenrechte den Entwurf der österreichischen Regierung. Im Juni schlugen Karlheinz Kopf und Barbara Prammer eine neue verschärfte Geheimschutzordnung für das Parlament vor. Der Entwurf sieht neue Geheimhaltungsgrade vor und wurde heftig kritisiert.
Österreichische Journalistenvereinigungen, wie der Österreichische Presserat, Reporter ohne Grenzen, Presseclub Concordia und andere forderten ein modernes Informationsfreiheitsgesetz, nachdem Reformen für Untersuchungsausschüsse erneut verschoben wurden. Auch bis Ende Juni 2015 war es den österreichischen Parlamentariern nicht möglich ein Informationsfreiheitsgesetz zu verabschieden. Im November 2015 ging ein Entwurf des geplanten Informationspflichtgesetzes in Begutachtung. Transparency International kritisierte einen Entwurf für 2016/2018 und Bundesländer forderten Ausnahmen und zusätzliche Einschränkungen der Auskunftspflichten.
Im Juni 2017 scheiterte die Abschaffung des Amtsgeheimnisses erneut. Es gab weiterhin kein Informationsfreiheitsgesetz in Österreich.
Mitte 2023 äußerte die EU-Kommission in ihrem Rechtsstaatlichkeitsbericht mehrere Bedenken zu Österreich. In der 23. Sitzung des Verfassungsausschusses des Nationalrates vom 19. April 2023 war es zu keiner Wiederaufnahme der am 4. November 2021 bzw. am 22. Juni 2022 vertagten Verhandlungen zum Informationsfreiheitsgesetz (IFG) gekommen.
Im Jänner und Februar 2024 hat das österreichische Parlament (31.1. im Nationalrat und 15.2. im Bundesrat) mit den Stimmen von ÖVP, SPÖ und den Grünen die Abschaffung des in der Bundesverfassung verankerten Amtsgeheimnisses und eine verfassungsgesetzliche Informationsverpflichtung sowie ein verfassungsgesetzlich gewährleistetes Recht auf Zugang zu Informationen auf Bundes-, Länder- und Gemeindeebene (Gemeinden ab 5.000 Einwohner) mit Inkrafttreten ab September 2025 beschlossen.
Ein grundsätzliches Recht auf Information gegenüber Staat, Ländern und Gemeinden wird eingeführt.
Die verfassungsgesetzlichen Regelungen zur Informationsfreiheit werden einfachgesetzlich in einem Bundes-Informationsfreiheitsgesetz (IFG) ausgeführt.
Öffentliche Stellen werden ab dem Inkrafttreten des Gesetzes im September 2025 deutlich mehr Informationen als bisher von sich aus veröffentlichen müssen. Mehr Transparenz soll es auch bei staatsnahen Unternehmen und bei Interessenvertretungen geben.
Dieses Gesetz gilt als Meilenstein in Österreich, es gilt für Bund und Länder und Gemeinden ab 5.000 Einwohnern, kritisiert wird an dem Gesetz jedoch das Fehlen von Informationsfreiheitsbeauftragten, die die Umsetzung der Transparenz in der Praxis vorantreiben könnten.

## Europa
Die Parlamentarische Versammlung des Europarates hat 1979 die Empfehlung Nr. 854 (1979) „betr. den Zugang der Öffentlichkeit zu Regierungsunterlagen und die Informationsfreiheit“ verabschiedet. Diese Grundsätze wurden vom Ministerrat durch Europaratsempfehlungen vom 25. November 1981 und vom 21. Februar 2002 umgesetzt, um Informationsfreiheitsgesetze in allen Mitgliedsstaaten des Europarats zu fördern. Informationsfreiheitsgesetze gibt es in fast allen europäischen Ländern. Die meisten Länder in Europa sind diesen Empfehlungen gefolgt und haben entsprechende Gesetze verabschiedet. Der Europarat arbeitet an der Verabschiedung einer bindenden Konvention über den Zugang zu Dokumenten der öffentlichen Verwaltung.
Artikel 10 der europäischen Konvention zum Schutz der Menschenrechte und Grundfreiheiten schützt die Informationsfreiheit. Die Meinungsfreiheit ist separat in Artikel 18 geschützt. Das Urteil des Europäischen Gerichtshofs für Menschenrechte (Fünfte Sektion), Rechtssache Sdruženi Jihoceské Matky gegen Tschechische Republik, Antrag Nr. 19101/03 vom 10. Juli 2006 enthält „eine ausdrückliche und unleugbare Anerkennung der Anwendung von Artikel 10 im Falle einer Verweigerung eines Antrags auf Zugang zu öffentlichen oder behördlichen Dokumenten“.
Auch die Rechtssache Geraguyn Khorhurd Patgamavorakan Akumb v. Armenia, Antrag Nr. 11721/04 vom 11. April 2006 bestätigt diese Rechtsprechung.

### Europäische Union
Den öffentlichen Zugang zu den Dokumenten der EU-Verwaltung selbst regelt die Verordnung (EG) Nr. 1049/2001 des Europäischen Parlaments und des Rates vom 30. Mai 2001 über den Zugang der Öffentlichkeit zu Dokumenten des Europäischen Parlaments, des Rates und der Kommission. Für diese wurde April 2008 ein Änderungsvorschlag vorgelegt, die auf die Rechtsprechung des Europäischen Gerichtshofs und die Empfehlungen des Parlaments aus dem Jahr 2006 reagiert – diverse Details (Definition von Dokument, Einspruchsrechte) werden dabei aber kritisch gesehen.

### Schweden
In Schweden wurde 1766 die Verwaltungstransparenz mit dem Gesetz über die Pressefreiheit („Tryckfrihetsförordningen“) eingeführt und ist ein Teil der schwedischen Verfassung. In Schwedisch werden die dadurch geregelten Grundsätze als Offentlighetsprincipen (Das Prinzip der Öffentlichkeit) bezeichnet, das seither gültig ist. Es war der finnländische (Finnland stand zu der Zeit unter schwedischer Herrschaft) Geistliche und Parlamentsabgeordnete Anders Chydenius, der das Recht auf Zugang zu Dokumenten „durchbrachte“. Dieses Recht war eine Reaktion auf die gewaltige Geheimhaltung als auch auf die Pressezensuren in der vergangenen Zeit.
Das „Offentlighetsprincipen“ besagt, dass alle Informationen und Dokumente, die von einer Behörde hergestellt oder empfangen wurden, für jedermann zugänglich gemacht werden müssen. Ausnahmen gelten u. a. für Dokumente von Sicherheitsbehörden und Militär.

### Vereinigtes Königreich
Nach einer fünfjährigen Übergangszeit trat der britische Freedom of Information Act am 1. Januar 2005 in Kraft. Der Information Commissioner ist von staatlicher Seite für die Einhaltung dieses Gesetzes verantwortlich.

### Niederlande
Das erste Informationsfreiheitsgesetz wurde 1980 in den Niederlanden eingeführt und 2005 reformiert. Derzeit wird es mit 1000 Anträgen pro Jahr relativ selten genutzt. Ein gutes Beispiel für die Wirksamkeit des Gesetzes lieferte die Stiftung „Wij vertrouwen stemcomputers niet“ („Wir vertrauen Wahlcomputern nicht“). Sie erhielt im Februar 2007 mehrere Dokumente des Niederländischen Wahlausschusses. Diese zeigen, dass der Wahlausschuss befürchtet, ohne die Unterstützung des Wahlcomputer-Herstellers Nedap keine Wahl mehr durchführen zu können. Außerdem legt Nedap in einer E-Mail der niederländischen Regierung nahe, die Firma zu kaufen, andernfalls werde die nächste Wahl nicht mehr unterstützt.

## Nordamerika

### USA
In den Vereinigten Staaten existiert mit dem Freedom of Information Act (FOIA) seit 1966 ein Informationsfreiheitsgesetz. In letzter Zeit entzündeten sich Diskussionen in den USA vor allem an der Frage, wie Informationsfreiheit und nationale Sicherheit vereinbart werden können, sowie Geschäftsgeheimnisse wirksam geschützt werden können.
Ein auch in der deutschen Diskussion immer wieder auftauchender Kritikpunkt ist der zusätzliche Verwaltungsaufwand – allein auf Bundesebene sind in den USA über 5.000 Beamte mit der Bearbeitung von FOIA-Anträgen beschäftigt; die Kosten belaufen sich auf über 300 Millionen US-Dollar.

### Kanada
Der kanadische Access to Information Act trat am 1. Juli 1983 in Kraft und wurde zuletzt am 5. April 2016 geändert. Über die Informationsfreiheit wacht ein Information Commissioner, der dem Office of the Information Commissioner vorsteht.

## International
Weltweit haben mehr als 65 Staaten Informationsfreiheitsgesetze beschlossen oder als Grundrecht in ihrer Verfassung verankert. Mit der Tromsø-Konvention gibt es auch einen völkerrechtlichen Vertrag vom Europarat, welchen allerdings nur wenige EU-Länder unterzeichnet haben.
Die betreffenden Regelung sind etwa:
- Art. 10 Abs. 3 Griechische Verfassung 1975
- Kapitel 1 § 3, Kapitel 2 § 1 Z 2, Kapitel 1 § 13 (1) Regeringsformen 1975 (eines der vier schwedischen Grundgesetze)
- Art. 268 Portugiesische Verfassung 1976
- Art. 105 lit b Spanische Verfassung 1978
- Art. 110 Niederländische Verfassung 1983
- Art. 32 Belgische Verfassung 1994
- Art. 12 Abs. 2 finnisches Grundgesetz 1999

Einfachrechtliche Regelungen bestehen etwa in:
Dänemark
Gesetz Nr. 572 vom 19. Dezember 1985 über den Zugang zu Akten der öffentlichen Verwaltung.
Frankreich
Gesetz Nr. 78-753 vom 17. Juli 1978 über die Verbesserung der Beziehungen zwischen Verwaltung und Öffentlichkeit (Transparenz im Verwaltungsbereich) idF Gesetz 2000-321 vom 12. April 2000
außerdem
- Gesetz 2002-303 vom 4. März 2002 über den Zugang zu Krankenakten
- Gesetz Nr. 78-17 vom 6. Januar 1978 über Datenverarbeitung, Akten und Freiheiten (betreffend den Zugang zu elektronisch gespeicherten Akten)
- Gesetz Nr. 79-18 vom 3. Januar 1979 über die Einsichtnahme in Archive

Irland
Freedom of Information Act, Nr. 13/1997
Italien
Gesetz Nr. 241 von 7. August 1990 über den Zugang zu Verwaltungsdokumenten

### Mexiko
Mexiko wurde von 1929 bis 2000 von ein und derselben Partei regiert: der Partido Revolucionario Institucional (PRI; „Partei der institutionalisierten Revolution“). Die Folge war ein sehr geringes Maß an Transparenz und damit einhergehend ein hohes Maß an Korruption.
Nach dem Regierungswechsel im Dezember 2000 hat die Regierung Vicente Fox (PAN) daher das Bundesgesetz über die Transparenz und den Zugang zu öffentlichen Regierungsinformationen geschaffen, das am 12. Juni 2003 in Kraft trat.
Dieses Gesetz gibt den Bürgern das Recht, alle (nicht als „vertraulich“ eingestuften) Informationen der Regierung, des Kongresses und aller Bundesbehörden einzusehen. Über die Einhaltung dieses Gesetzes wacht ein neu eingerichtetes Bundesinstitut für den Zugang zu öffentlichen Informationen (Instituto Federal de Acceso a la Información Pública IFAI). Um den Zugang zu erleichtern, erfolgt die Anfrage über ein elektronisches System. 2004 wurden 39.000 Anfragen registriert, von denen ¾ beantwortet wurden.